# Grad Genhoes
Grad Genhoes ( nizozemsko Kasteel Genhoes, limburško Kesjtièl Genhoes ) v kraju Alt-Valkenburg v limburški občini Valkenburg aan de Geul je vodni grad, ki je bil v svoji sedanji obliki zgrajen v 15. do 18. stoletju. Stoji v dolini Göhl in je le okoli 390 metrov oddaljen od gradu Schaloen.
Sprva je bil kompleks znan kot Haus Alt-Valkenburg (nizozemsko: grad Stari Valkenburg ). Sedanje ime je nastalo pozneje iz limburškega "G'n Hoes" (nemško: gradič). Kompleks je bil stoletja sedež gospodov Valkenburških, zato je bila njegova usoda tesno povezana z deželo Valkenburg v srednjem veku. Kdaj je bila na sedanji lokaciji utrjena hiša ali grad, ni jasno, vendar najkasneje v 12./13. stoletju je tam stal stanovanjski stolp, katerega ostanki so ohranjeni v današnji kleti.
Kompleks je v 16. stoletju prešel od družine Ghoor  Janezu Strijthagenskemuu, ki je dal razširiti grad in ga preurediti v palačo. Potem ko jo je leta 1701 pridobil v Latviji rojeni Georg Tunderfeltski, je  stavbe dal spremeniti in posodobiti. Njegov sin je posest prodal sredi 18. stoletja Leonardu Thimusu iz Aachna, ki ga je dal razširiti za današnje severno krilo in ustvaril baročni vrt. Od njega je posest prešla do njegovega zeta iz družine Pelser-Berensberških, ki je v gradu živel do leta 1929. Leta 1955 so potomci Pelser-Berensberških grad prodali Združenju za ohranjanje naravnih spomenikov. Grad in njegovo predgradje pa sta od takrat v uporabi kot stanovanja več najemnikov. Nepremičnine ni mogoče obiskati, je pa dobro vidna z ulice.

## Zgodovina

### Začetki v srednjem veku
Predhodnik današnjega gradu je verjetno zibelka Valkenburga. Dežela okoli Starega-Valkenburga je bila prvič omenjena v dokumentu iz leta 1041, ko je poznejši cesar Henrik III. Tistega leta 15. februarja je svoji sorodnici Irmgardis podaril tamkajšnje posesti, vključno z »vilo Falkenberch«. Irmgardisina vnukinja Guda se je poročila s Teobaldom Voerenskim, ki je bil prvi znani gospod Valkenburga. Leta 1241 se je ime Stari-Valkenburg prvič pojavilo v dokumentu, v katerem je bil vitez "Gerardus de Aldenvalkinburgh" imenovan kot priča. Leta 1279 sta si delila gospostvo Stari-Valkenburg Adam II. Haerenski in Henrik Birclaerski. Ta delitev je ostala v veljavi več kot 100 let. Še leta 1381 je »hoff« v Starem-Valkenburgu polovično pripadal Janezu Hulsberškemu in polovično Janezu  Aldenvalckenborškemu. Gospostvo sta prejela v fevd od brabantske vojvodinje Johane. Le malo kasneje je Janez Aldenvalckenborški prevzel celotno posest. Takrat pa »hoff« ni obsegal le neutrjenih graščinskih stavb, temveč je obsegal tudi stanovanjski stolp.

### Razširitev v zgodnjem novem veku
Leta 1444 je bil Stari-Valkenburg v lasti Janeza Zievelskega. Njegova hči dedinja Johana iz zakona z Marijo von Weismeško se je poročila s Henrikom I. Ghoorskim, gospodom Eysa, in mu prinesla gospostvo. Njegov sin Janez ga je nasledil leta 1475. Po njegovi smrti leta 1506 sta bila Janezova brata Gerhard in Viljem naslednja gospoda Starega-Valkenburga. Z Viljemovo smrtjo leta 1534 je gospostvo in posestvo podedoval njegov nečak Herman (sin Janeza Ghoorskega). Leta 1535 ga je prenesel na Janeza I. Strijthagenskega, moža njegove sestre Marije. Kompleks, ki je bil takrat središče posesti, je prikazan na zemljevidu, ki ga je med letoma 1535 in 1546 izdelal Jakob Deventerski. Prikazuje veliko hišo z vsaj dvema stolpoma, ki stoji na kvadratnem otoku, obdanem s širokim jarkom. Dostopni so bili preko obokanega mostu. Janez Strijthagenski je dal ta kompleks med letoma 1545 in 1560 spremeniti v grad. Pod njim so se spremenila tudi pripadajoča gospodarska poslopja. V registru prihodkov in izdatkov, ki je bil ustvarjen pozneje, je navedeno, da so samo gradbena dela na zunanjem oboru stala 46.000 guldnov. Leta 1556 je Janez iz Strijthagena od kralja Filipa II., njegovega fevdnega gospoda, odkupil še zadnje gospoščinske pravice, pravice visokega sodstva (krvno sodstvo), in tako Stari-Valkenburg osvobodil fevdalne odvisnosti od španske kraljeve družine (Takrat je Stari-Valkenburg pripadal ozemlju Španske Nizozemske).
Po Janezovi smrti leta 1560 ga je kot grajskega gospoda nasledil njegov sin Janez II.. Ko je leta 1571 umrl, je posest podedovala njegova sestra Marija, katere prvi zakon je bil z Nikolajem Breyllskim. V času, ko je bila grajska gospa, je Stari-Valkenburg trpel zaradi osemdesetletne vojne. Španski vojaki so izropali kompleks in zanetili požar, ki je močno poškodoval grad in zunanji dvorec. Po koncu vojne sta Marija in njen mož začela z obnovitvenimi deli, za katera sta porabila 1700 guldnov. Po Nikolajevi smrti se je Marija Strijthagenska leta 1593 drugič poročila z Melhiorjem Zievelskim. Po seznamu dohodkov in izdatkov starega Valkenburga, ki ga je sestavil, je znano, kdo je bil takratni graditelj gradu. Povod za seznam je bil pravni spor s potomci Hermana Ghoorskega, ki so leta 1535 tožili prenos lastništva in imeli na koncu prav. Leta 1592 je sodba odredila, da mora družina Strijthagen vrniti Stari-Valkenburg sinu Hermana Ghoorskega Henriku. Ta je ostal lastnik gradu, ki je bil še vedno potreben popravila, do leta 1605. Do konca 17. stoletja je bil grad ločen od preostalega gospostva. 

### Prenove in razširitve v 18. stoletju stoletja
Leta 1608 je Ulrik Hoensbroeški, dedni maršal Gelderlanda in Zutphena, pridobil grad Genhoes in ga obnovil. Ob svoji smrti leta 1631 ga je zapustil Danielu, sinu iz drugega zakona s Katarino Spies Büllesheimsko. Ko je umrl, je njegova hči Gertruda podedovala posest in jo prenesla na svojega moža Charlesa de Haudiona de Gibrechiesa. Njun sin Ulrik Hermengilde je posest leta 1701 prodal generalu Georgu von Tunderfeltu, ki je bil v avstrijski službi. Istega leta je kupil tudi grad Haeren v Voerendaalu. Skupaj s svojo ženo Anno Barbaro von Lamberts zu Cortenbach je Tunderfelt kmalu po nakupu dal spremeniti dve krili stavbe. Iz časa njegovega grajskega gospodovanja so na primer dvokrilna vhodna vrata vzhodnega trakta in sedanje oblike oken. Notranjost gradu je dal posodobiti in spremeniti po okusu časa. Veliko prostorov je dobilo nove stropove s štukaturo, Tunderfelt pa je dal postaviti monumentalno stopnišče z ograjo. Po njegovi smrti leta 1743 je njegov sin Herman Georg prevzel obrat in ga leta 1749 prodal aachenskemu proizvajalcu blaga Leonardu Thimusu (imenovan tudi Thymus).
Novi lastnik je 1751 dal grad Genhoes korenito spremeniti. Pod njim je verjetno nastalo tisto, kar je bilo takrat verjetno v ruševinah, na primer kvadratni stolp na jugovzhodnem vogalu in morda tudi takrat še stoječi vzhodni trakt.  Thimus je dal popraviti in modernizirati tudi poznogotski zahodni trakt, med drugim z vgradnjo novih oken, novo streho, polaganjem novega parketa v notranjosti in namestitvijo opažev z rezbarskim okrasjem. Istočasno je na starejših temeljih nastal današnji severni trakt, za katerega je verjetno načrtoval aachenski gradbeni mojster Johann Joseph Couven. Trdnega dokaza o Couvenovem avtorstvu ni, doslej je temeljilo na slogovnih podobnostih z drugimi zaščitenimi Couvenovimi projekti in na podlagi uporabe istih materialov. Obstajajo tudi dokazi, da je domačin iz Aachna istočasno delal na sosednji župnijski cerkvi Starega-Valkenburga, in nekaj njegovih načrtov za stebre, kot so tisti, postavljeni v Genhoesu, je ohranjenih. Thimus je dal dokončati preurejeni grad z ustvarjanjem baročnega vrta med notranjim in zunanjim jarkom. Tudi to naj bi načrtoval Couven.

### Družina Pelser-Berensberških kot grajska gospa
Po končanih gradbenih delih leta 1754 je Thimus premoženje prenesel na svojega zeta Janeza Friderika Pelserja (imenovanega tudi Peltzer), ki je bil poročen s Thimusovo hčerko Katarino Terezijo. Od leta 1747 je imel v lasti tudi grad Berensberg v današnjem okrožju Herzogenrath v Kohlscheidu, leta 1766 pa ga je cesar Jožef II. povzdignil v cesarsko plemstvo. Dal je popolnoma prenoviti stare zunanje stavbe, preden je posest po njegovi smrti leta 1771 prešla na njegovega sina Leonarda von Pelser-Berensberga. Leta 1824 je dal zasaditi današnji južni vrt, vendar ne v stilu angleških krajinskih vrtov, ki so bili takrat priljubljeni, temveč v slogu bosket. Po zgodnji smrti Leonardovega sina Janeza leta 1834 je vnuk Hubert Maria Felix von Pelser-Berensberški podedoval grad, ko je bil star le deset let. Ko je leta 1907 umrl, ga je zapustil svojim štirim hčeram, od katerih sta ga neporočeni Konstanca in Marija uporabljali kot svojo rezidenco do leta 1922 oziroma 1929. Kasneje, do leta 1940, je služil le kot poletni dom družinam drugih dveh hčera Huberta Marije Felixa, Eugenije, poročene von Liebergen, in Pauline, poročene Michiels. Po nujnih popravilih so se v grad vselili potomci obeh sester iz družin Dankelmann in Huygen, ki so tam živeli do leta 1951.

### Razvoj od leta 1951
Od leta 1951 sta brata Krijnen iz Utrechta najela grajsko poslopje in do leta 1965 v njem vodila starinarnico in muzej. Leta 1955 je Vereniging tot Behoud van Natuurmonumenten pridobil 88 hektarski objekt za 440.000 guldnov in od takrat oddaja zunanje stavbe graščine kot stanovanja. Slikar Viljem Halewein je sledil bratoma Krijnen kot najemnik v glavnem gradu. Potem ko se je leta 1975 odselil, je bil grad nekaj let prazen, preden se je leta 1979 vanj vselil Laurens Bisscheroux in ga uporabljal tudi kot slikarski atelje. Ko se je leta 1985 odselil, je bil kompleks nekaj let spet prazen, preden sta se avgusta 1988 vanj vselila slikar August Leenert van Dijk in njegova žena. Od leta 1997 so dali obnoviti vrtni parter vzhodno od gradu, ki je bil popolnoma zaraščen, in rekonstruirati del zunanjega jarka, ki je bil postopoma zamuljen ali zasut. Preostali del jarka je bil izkopan leta 1998. Številne najdbe so iz 16. do 19. stoletja, vključno s podplati usnjenih čevljev (16. in 17. stoletje), jedilni pribor (18. in 19. stoletje), medeninasto škatlo za kurilnico (ok. 1850) in par škarij za stenj iz obdobja med 1580 in 1650.  Pri izkopavanjih so bili najdeni tudi temelji nekdanjega jugovzhodnega stolpa, ki so bili pod Leonardom Thimusom verjetno odmaknjeni pod vodni rob jarka.
Leta 2007 so bila gospodarska poslopja v zunanjem oboru obsežno prenovljena. Ob tem delu je novembra 2007 potekala spremljajoča arheološka raziskava na zunanjem območju ograje. Sedanje stavbe iz 18. stoletja so bili najdeni temelji starejših stavb ter plast oglja in žgane ilovice, kar kaže na požar. Z analizo C14 bi lahko ostanke premoga datirali med letoma 1430 in 1630,  kar kaže na poročan požig med osemdesetletno vojno. Druge najdbe so vključevale kovane žeblje in železne predmete, lièški liard iz obdobja med 1694 in 1723 in različne lončenine iz 17. do 18. stoletja.

## Opis

#### Glavni grad
Gre za okoli 90 × 90 metrski grad, obdan z jarkom, dvokrilni kompleks, katerega krila se dvigajo na tloris v obliki črke L. Na severozahodnem vogalu L je ogromen vogalni stolp iz okoli leta 1500. Današnji videz stavb je rezultat novogradenj, dozidav in prenov od 15. do 18. stoletja.
Dvonadstropni stanovanjski trakt na zahodni strani je zaprt s skrilasto krito dvokapno streho in ima še originalni napuščni venec s trolistno ornamentiko in lokastim frizom na konicah iz pozne gotike. Morda izvira iz poznega 15. stoletja. Podoben friz najdemo tudi na gradu Rivieren, ki je bil zgrajen leta 1538. Njegov zid je sestavljen iz - kot sosednji vogalni stolp - iz laporja in se na južnem koncu zaključuje s stopničastim zatrepom. Na zunanji strani ima v spodnjem delu nad vodno gladino tri pasove opeke, ki se nadaljujejo na vse strani sosednjega vogalnega stolpa. Tesno razmaknjene rampe kažejo, da je imel ta del gradu v zgodnjih časih tudi obrambno funkcijo.
Masivni kvadratni stolp na severozahodnem vogalu ima nad visoko kletjo še tri nadstropja, ki jih zapira upognjena, s skrilavcem pokrita čelada. Na njenem čebulastem koncu je vetrokaz z letnico 1620 in verjetno dokumentira letnico takratnega popravila oziroma zamenjave zasilne strehe z današnjo čelado.

#### Predgradje
Severno od glavnega gradu so gospodarska poslopja zunanjega obora. Njegova tri pobeljena opečnata krila tvorijo tloris v obliki črke U, ki se odpira na glavni grad. Že na deventerski karti iz 16. stoletja je bil označen stavbni kompleks, današnje stavbe pa so mlajše. Najstarejši del je v zahodnem traktu in je iz let med 1701 in 1748. Preostale zgradbe lahko datiramo v obdobje od 1749 do 1770. Temelji prejšnjih stavb, najdenih med izkopavanjem, bi lahko bili ostanki stavb, ki jih je zgradil Janez Strijthagenski v 16. stoletju, od katerih danes ni ostalo nič nad zemljo. Zahodni trakt je dvodelni in ga sestavljata dvonadstropna stavba z dvokapno streho in strešno kritino ter na severni strani prizidana enonadstropna stavba. Severni trakt je zasnovan simetrično in ima na sredini dvorišča okroglo obokana vrata. Okolica vrat je zasnovana nižje od delov objekta na zahodu in vzhodu z dvema etažama in mansardnimi strehami. Vzhodno krilo zunanjega obora je, tako kot njegov zahodni del, sestavljeno iz dveh po videzu različnih delov. Severna je kratka, nizka zgradba, ki ji na jugu sledi veliko daljša in višja stavba. To je nekdanji skedenj z dvojimi obokanimi vrati. Oba dela vzhodnega trakta imata, čeprav različno visoke, dve etaži. Na južnem koncu nekdanjega hleva je na vzhodu prizidana dvonadstropna stanovanjska stavba.

### Notranjost gradu
Najstarejši gradbeni objekt v gradu je v banjasto obokana klet zahodnega trakta. Tamkajšnji prostor je imel nekdaj križni obok, ki pa ni več ohranjen. Še vedno pa so na mestu zatiči, na katerih so nekoč temeljila rebra oboka. Izvirajo iz 12./13. stoletja in so ostanki romanskega stanovanjskega stolpa.
V notranjosti je veliko hrastovo stopnišče z baluster ograjo iz začetka 18. stoletja in nekaj ohranjenih stropov s štukaturo v slogu Ludvika Štirinajstega. Velika dvorana v pritličju zahodnega trakta naj bi bila zasnovana po načrtih Johanna Josepha Couvena. Opremljena je s parketom in hrastovim opažem. Njegov najbolj presenetljiv kos pohištva je veličasten marmorni kamin v stilu Ludvika-Petnajstega, katerega tisk prikazuje sliko boginje Diane .

### Vrtovi
Grad Genhoes ima zdaj dva ohranjena vrta: vzhodni vrtni parter (imenovan tudi vzhodni vrt) in urejen južni vrt, ki se nahaja južno od jarka. Tretji nekdanji kuhinjski vrt vzhodno od zunanjega obora ni več ohranjen. Njegovo območje je zdaj formalno oblikovano s tratami in striženimi živimi mejami, ki odražajo nekdanjo geometrijsko postavitev vrta.
Oba ohranjena vrta sta bila zgrajena okoli leta 1750 , verjetno po načrtih Johanna Josepha Couvena. Z leti se je vzhodni parter postopoma zaraščal in je bil leta 1997 rekonstruiran v sedanji, baročni obliki. Razdeljen je na štiri dele z dvema ravnima potkama. Na križišču obeh poti v središču vrta je verjetno nekoč stal kip Herkula iz prve četrtine 18. stoletja, ki ga zdaj najdemo na južnem vrtu.   Verjetno je gledal v smeri oranžerije v severozahodnem kotu vrta, ki ni več ohranjena. Zgrajena je bila približno v istem času kot vrt in konec 19. stoletja ga je nadomestila nova stavba. Potem ko je bila stavba v petdesetih letih prejšnjega stoletja že v ruševinah, so jo lastniki v šestdesetih letih dali porušiti. Severno stran vrta omejuje zid, na sredini katerega je v obliki vrat vhod na vrt.